# Micronycteris buriri
Micronycteris buriri — вид родини листконосові (Phyllostomidae), ссавець ряду лиликоподібні (Vespertilioniformes, seu Chiroptera).

## Опис
Невеликого розміру, із загальною довжиною від 66 до 72 мм, довжина передпліччя між 36,36 і 39,47 мм, довжина хвоста від 12 до 18 мм, довжина ноги від 10 до 13 мм, вухо Діапазон довжин між 19 і 25 мм.
Шерсть довга. Загальний колір тіла варіюється від сірувато-коричневого до темно-коричневого-чорного з основами волосся білими. Морда витягнута, лист носової добре розвинений, ланцетний. Вуха великі, овальні. Козелки короткі, трикутні й з невеликим поглибленням в основі задньої краєм. Ноги покриті волосками. Довгий хвіст становить близько половини великої хвостової мембрани.

## Середовище проживання
Цей вид відомий тільки на острові Сент-Вінсент, Малі Антильські острови. Живе в лісах і бананових плантаціях до 646 метрів над рівнем моря.

## Звички
Ховається в печерах. Харчується комахами.